# 温塔莫
温塔莫（芬蘭語：Untamo）是芬兰民歌传说中的人物，他作为两个角色出现，一个是作为卡莱尔沃家族的仇家，另外一个是作为拓荒者的角色。在《卡勒瓦拉》史诗中温塔莫是作为第一个角色而出现的。

## 名字来源
温塔莫（另外一个叫法是温托/）的名字可能来源于日耳曼民族的男子名，该日耳曼名字可能在很久之前跟芬兰语名字相像。在芬兰西部有一些地名是根据温塔莫或温托的人名而来的。

## 温塔莫与卡莱尔沃家族之间的械斗
温塔莫和卡莱尔沃是同母兄弟。在一些民歌中卡莱尔沃又称为卡勒瓦，而卡勒瓦和卡勒瓦之子是古代巨人。兄弟俩渐渐分开来了。据说温塔莫在芬兰长大，而卡莱尔沃在卡累利阿长大。据《卡勒瓦拉》，温塔莫比较卑鄙贪婪。由于捕鱼范围的缘故，温塔莫发起了跟卡莱尔沃的纠纷，并发动械斗摧毁了卡莱尔沃的家族。卡莱尔沃的儿子库莱尔沃得以幸存，并被作为奴隶带至温塔莫的家族。他干活不行，于是被卖给铁匠。铁匠的妻子叫他去放牧，但在他的午饭面包里放了沙石。库莱尔沃在切面包时切断了自己的小刀，他非常生气。他诅咒了牛群后就逃跑了。据《卡勒瓦拉》记载的民歌，库莱尔沃后来杀光了温塔莫的全族。

### 内战的传说
温塔莫和卡莱尔沃家族之间的械斗在本质上是包括日耳曼传统中更为广泛流传的内战传说的本地版本。在这些内战传说中，兄弟们通常迁徙分开并建立家族分支，从而形成了不同的民族、国家或部落，并开始互相战斗。宿敌很可能在某种意义上也是亲戚。互相争执是各种神话传说的基本组成部分。这些神话传说很有可能是基于在历史上发生过的真实事件而流传出来的。

## 备注
在孙用的中文《卡勒瓦拉》译本（1985年）里，译为“温达摩”。